# Меч из Днепра
Меч из Днепра — меч каролингского типа с клеймом мастерской «ULFBERHT», найденный на дне реки Днепр возле острова Хортица в 2011 году. Находка широко освещалась в прессе как «меч Святослава» — в связи с появившимся предположением, о возможной связи меча с последним боем князя Святослава Игоревича в 972 году.

## Обнаружение и реставрация
Меч выловил 7 ноября 2011 года из Днепра у северной части острова Хортица житель города Запорожье Сергей Пьянков. 21 ноября 2011 находка была передана в Музей истории запорожского казачества, где меч представили на пресс-конференции. Сергей Пьянков был финансово отмечен меценатами Сергеем и Владимиром Кальцевыми.
В течение полевого сезона 2012 года подводными археологами заповедника было проведено обследование дна реки в районе находки, однако поиски не дали значимых результатов.
Работы по реставрации меча проводил Национальный научно-исследовательский реставрационный центр Украины (в частности, Виктор Голуб) при участии французских специалистов.
После реставрации, в феврале 2013 года, меч вернулся в Запорожье в Музей истории запорожского казачества.
До этого, при строительстве Днепрогэса в 1928 году напротив Кичкаса у левого берега Днепра было найдено пять богато орнаментированных мечей такого типа, которые, по мнению академика Б. А. Рыбакова, могли принадлежать дружинникам князя Святослава. Все экземпляры были переданы археологами в Днепропетровский исторический музей, но следы четырёх из них затерялись во время Второй мировой войны.

## Характеристики меча
Общая длина меча составляет 947 мм, вес после реставрации — 952,4 г. При его изготовлении использовались цветные металлы. Рукоять меча с коротким перекрестием относится к варяжскому типу, что позволяет датировать его, предварительно, серединой X века. В СМИ появились утверждения о принадлежности меча славянскому князю Святославу Игоревичу, погибшему, согласно летописи, в районе днепровских порогов в битве с печенегами в 972 году.
По основным параметрам (размеры, форма клинка, навершие, гарды) меч классифицируется следующим образом:
- по классификации Я. Петерсена — относится к подтипу V;
- по классификации Р. Велера — к VII подтипу (гарда отличается)
- навершие, по А. Гейбигу, — к II подтипу.

Навершие трёхдольное, с линейным узором, выполненным методом врезной инкрустации цветными металлами (серебро высокой пробы, медь, латунь). На мече найдено клеймо «+ULFBERH+T».
Меч, изображённый на банкноте номиналом 1 гривна, похож на найденный в 2011 году.

## Интерпретация
Меч аналогичен по типу и времени мечам, найденным во время работы Днепрогэсовской экспедиции в 1928 году. Все они сконцентрированы близ стратегической Кичкасской переправы, описанной в труде Константина Багрянородного X в.
М. Остапенко и В. Нефёдов (2013) выдвинули гипотезу о связи между мечом и последним боем князя Святослава Игоревича. М. Остапенко и В. Сарычевым (2016) была выдвинута гипотеза о существовании в X в. в районе Кичкасской переправы и острова Хортица, стратегического центра, восстановление контроля над которым было одной из первоочередных задач князя Святослава после прекращения войны с Византией для обеспечения безопасной торговли и беспрепятственного функционирования пути «из варяг в греки». Такая версия позволяет устранить противоречивую трактовку «безрассудства» Святослава, принятую историками в XVIII в. и приблизить к пониманию возможных экономических причин похода «в пороги». А. Комар (2014), рассматривая мечи 1928 года и хортицкий меч, не связывает их с гибелью Святослава, а относит их к идеологическим представлениям варяжской (скандинавской) части путешественников по пути из варяг в греки после гибели князя Святослава.